# Bartlesville (Oklahoma)
Bartlesville település az Amerikai Egyesült Államok Oklahoma államában, Washington megyében, melynek megyeszékhelye is. Lakosainak száma 37 290 fő (2020. április 1.).

## Népesség
A település népességének változása:

| 2010 | 35 750 |
| 2020 | 37 290 |